# Jeanne Cooper
Wilma Jeanne Cooper (Taft, 25 ottobre 1928 – Los Angeles, 8 maggio 2013) è stata un'attrice statunitense.
Ha lavorato in campo televisivo e cinematografico ed ha vinto due Emmy Awards. Nota principalmente per aver recitato in serie come Perry Mason (1958-1966), La grande vallata (1965-1966) e L.A. Law - Avvocati a Los Angeles (1986-1990), si è fatta conoscere dal grande pubblico per il ruolo di Katherine Chancellor nella soap opera Febbre d'amore, interpretato dal 1973 al 2013. Sul grande schermo è ricordata in film come Che nessuno scriva il mio epitaffio (1960) con James Darren e in Uomini e cobra (1970) con Kirk Douglas.

## Biografia

### Carriera
Fece il suo esordio nel 1953, anno in cui recitò in ben 4 film, tra i quali il western Il traditore di Forte Alamo, e per tutti gli anni cinquanta apparve in pellicole di successo e numerose serie tv. Nel 1963 recitò nel telefilm Ben Casey e si guadagnò la prima nomination all'Emmy Award. 
All'inizio degli anni sessanta decise di dedicarsi alla Tv, dove partecipò a serie come Gli intoccabili (1962-1963), e La grande vallata (1965-1966), alternando film come il dramma di denuncia L'odio esplode a Dallas (1962), diretto da Roger Corman.
Nel 1973 venne scelta per interpretare Katherine nella soap opera Febbre d'amore, ruolo che la portò alla fama mondiale e le procurò numerose nomination all'Emmy, premio che vincerà solo una volta come miglior attrice, e una candidatura alla carriera. Alla soap ha alternato cinema e altre serie come La tata (1997), Beautiful (2005) e, più recentemente, Sentieri (2009).
Ha recitato con le più grandi star di sempre, tra cui Henry Fonda, Tony Curtis, Raquel Welch, Frank Sinatra, Barbara Stanwyck, Kirk Douglas e molti altri.

### Vita privata
È stata sposata per 23 anni con il produttore televisivo Harry Bernsen Jr., dal 1954 al 1977. La coppia ha avuto tre figli; l'attore Corbin Bernsen (1954), Collin Bernsen (1958) e Caren Bernsen (1960).

## Filmografia parziale

### Cinema
- La ribelle del West (The Redhead from Wyoming), regia di Lee Sholem (1953)
- Il traditore di Forte Alamo (The Man from the Alamo), regia di Budd Boetticher (1953)
- Shadows of Tombstone, regia di William Witney (1953)
- Brooklyn chiama polizia (The Naked Street), regia di Maxwell Shane (1955)
- I banditi del petrolio (The Houston Story), regia di William Castle (1956)
- L'arma del ricatto (Over-Exposed), regia di Lewis Seiler (1956)
- Calling Homicide, regia di Edward Bernds (1956)
- Cortina di spie (5 Steps to Danger), regia di Henry S. Kesler (1957)
- Rock tutta la notte (Rock All Night), regia di Roger Corman (1957)
- La strada della rapina (Plunder Road), regia di Hubert Cornfield (1957)
- La statua che urla (Screaming Mimi), regia di Gerd Oswald (1958)
- Unwed Mother , regia di Walter Doniger (1958)
- Che nessuno scriva il mio epitaffio (Let No Man Write My Epitaph), regia di Philip Leacock (1960)
- Rivolta al braccio D (House of Women), regia di Walter Doniger (1962)
- La notte delle iene (13 West Street), regia di Philip Leacock (1962)
- L'odio esplode a Dallas (The Intruder), regia di Roger Corman (1962)
- Sinfonia di morte (Black Zoo), regia di Robert Gordon (1963)
- Doringo! (The Glory Guys), regia di Arnold Laven e, non accreditato, Sam Peckinpah (1965)
- L'investigatore (Tony Rome), regia di Gordon Douglas (1967)
- Lo strangolatore di Boston (The Boston Strangler), regia di Richard Fleischer (1968)
- Uomini e cobra (There Was a Crooked Man...), regia di Joseph L. Mankiewicz (1970)
- La bomba di Kansas City (Kansas City Bomber), regia di Jerrold Freedman (1972)
- The All-American Boy, regia di Charles Eastman (1973)
- Giustizia letale (Lethal Justice), regia di Christopher Reynolds (1991)
- La banca del seme più pazza del mondo (Frozen Assets), regia di George Miller (1992)
- The Tomorrow Man, regia di Doug Campbell (2001)
- Gentle Ben 2: pericolo in montagna (Gentle Ben 2: Danger on the Mountain), regia di David S. Cass Sr. (2003)
- Dead Air, regia di Corbin Bernsen (2009)

### Televisione
- La pattuglia della strada (Highway Patrol) – serie TV, 1 episodio (1956)
- Crossroads – serie TV, episodio 1x36 (1956)
- Crusader – serie TV, episodio 2x04 (1956)
- Maverick – serie TV, 2 episodi (1957-1961)
- Mike Hammer – serie TV, 1 episodio (1958)
- The Further Adventures of Ellery Queen – serie TV, episodio 1x05 (1958)
- Indirizzo permanente (77 Sunset Strip) – serie TV, 2 episodi (1958-1964)
- Perry Mason – serie TV, 5 episodi (1958-1966)
- Ai confini della realtà (The Twilight Zone) – serie TV, episodio 1x03 (1959)
- Tales of Wells Fargo – serie TV, episodio 3x39 (1959)
- Ricercato vivo o morto (Wanted: Dead or Alive) – serie TV, episodio 2x14 (1959)
- Sugarfoot – serie TV, episodio 3x20 (1960)
- Thriller – serie TV, episodio 1x12 (1960)
- The New Breed – serie TV, episodio 1x07 (1961)
- Avventure in paradiso (Adventures in Paradise) – serie TV, episodio 2x29 (1961)
- Gli uomini della prateria (Rawhide) – serie TV, episodi 3x16-5x18 (1961-1963)
- Carovane verso il West (Wagon Train) – serie TV, 5 episodi (1961-1964)
- Ben Casey – serie TV, 2 episodi (1961-1966)
- Surfside 6 – serie TV, episodi 2x19-2x33 (1962)
- Have Gun - Will Travel – serie TV, episodio 6x16 (1962)
- Hawaiian Eye – serie TV, episodi 3x19-4x19 (1962-1963)
- Bonanza – serie TV, episodi 4x13-5x01 (1962-1963)
- Gli intoccabili (The Untouchables) – serie TV, 2 episodi (1962-1963)
- Dakota (The Dakotas) – serie TV, episodio 1x03 (1963)
- Mr. Novak – serie TV, episodio 1x12 (1963)
- Il dottor Kildare (Dr. Kildare) – serie TV, 1 episodio (1964)
- Il virginiano (The Virginian) – serie TV, episodio 2x17 (1964)
- Branded – serie TV, episodio 1x04 (1965)
- Organizzazione U.N.C.L.E. (The Man from U.N.C.L.E.) – serie TV, 1 episodio (1965)
- La grande vallata (The Big Valley) – serie TV, episodi 1x03-1x29 (1965-1966)
- Disneyland – serie TV, 2 episodi (1967-1968)
- Lancer – serie TV, episodio 1x11 (1968)
- Cimarron Strip – serie TV, episodio 1x18 (1968)
- The Outsider – serie TV, episodio 1x07 (1968)
- Bracken's World – serie TV, 30 episodi (1969-1970)
- Hawaii Squadra Cinque Zero (Hawaii Five-O) – serie TV, 1 episodio (1971)
- Febbre d'amore (The Young and the Restless) – soap opera, 1.291 puntate (1973-2013)
- Uno sceriffo a New York (McCloud) – serie TV, 1 episodio (1975)
- Squadra emergenza (Emergency) – serie TV, 1 episodio (1975)
- Xanadu, regia di Lee Philips – film TV (1975)
- L.A. Law - Avvocati a Los Angeles (L.A. Law) – serie TV, 2 episodi (1986-1990)
- Un nemico in famiglia (Beyond Suspicion), regia di William A. Graham – film TV (1993)
- Un detective in corsia (Diagnosis Murder) – serie TV, 1 episodio (1995)
- Il tocco di un angelo (Touched by an Angel) – serie TV, 1 episodio (1997)
- La tata (The Nanny) – serie TV, 1 episodio (1997)
- Beautiful (The Bold and the Beautiful) – soap opera, 1 puntata (2005)
- Sentieri (The Guiding Light) – soap opera, 1 puntata (2009)

## Doppiatrici italiane
- Fiorella Betti in Febbre d'amore  (2ª voce, 1ª edizione)
- Alba Cardilli in Beautiful
- Vittoria Lottero in Febbre d'amore (1ª voce, 2ª edizione)
- Franca Lumachi in Febbre d'amore  (3ª voce, 1ª edizione)
- Caterina Rochira in Febbre d'amore (2ª voce, 2ª edizione)

## Premi e candidature

### Hollywood Walk of Fame
- Stella per il suo contributo all'industria televisiva, (1993)

### Emmy Awards
Vinti:
- Premio alla carriera, (2004)
- Miglior attrice protagonista in una serie drammatica, per Febbre d'amore (2008)

Nomination:
- Miglior attrice non protagonista in una serie drammatica, per Ben Casey (1964)
- Miglior ospite speciale in una serie drammatica, per L.A. Law - Avvocati a Los Angeles (1987)
- Miglior attrice protagonista in una serie drammatica, per Febbre d'amore (1989)
- Miglior attrice protagonista in una serie drammatica, per Febbre d'amore (1990)
- Miglior attrice protagonista in una serie drammatica, per Febbre d'amore (1991)
- Miglior attrice protagonista in una serie drammatica, per Febbre d'amore (1992)
- Miglior attrice protagonista in una serie drammatica, per Febbre d'amore (1999)
- Miglior attrice protagonista in una serie drammatica, per Febbre d'amore (2000)
- Miglior attrice protagonista in una serie drammatica, per Febbre d'amore (2005)
- Miglior attrice protagonista in una serie drammatica, per Febbre d'amore (2007)
- Miglior attrice protagonista in una serie drammatica, per Febbre d'amore (2009)

### Soap Opera Digest Awards
Vinti:
- Miglior attrice protagonista in una soap opera, per Febbre d'amore (1989)
- Premio speciale, (1989)

Candidatura:
- Miglior attrice non protagonista in una soap opera, per Febbre d'amore (1986)
- Miglior attrice protagonista in una soap opera, per Febbre d'amore (1988)
- Miglior attrice protagonista in una soap opera, per Febbre d'amore (1990)